# Пузырево (Ярославская область)
Пузырево — бывшая деревня на территории Судоверфского сельского поселения Рыбинского района Ярославской области.
Небольшая деревня была расположена на северо-западной окраине Рыбинска к северу от железнодорожной ветки местного значения, ведущей от Рыбинска через шлюз Рыбинского гидроузла на левый берег Волги. В пригородной зоне деревни расположены на небольших расстояниях (менее 1 км). К северо-западу — крупная деревня Малинники, к северу небольшая деревня Починок, к востоку — кварталы Рыбинска, на юг за железной дорогой крупный посёлок Октябрьский, на запад также по другую сторону железной дороги небольшие деревни Скорода и Колосово. Деревня присутствует на карте по состоянию на 1980-84 гг., имеет код ОКАТО и почтовый индекс, в списках администрации не значится..